# Richard Bryant
Richard Bruce Nasmyth Bryant (né le 9 mars 1947), connu professionnellement sous le nom de Richard Bryant, est un photographe d'architecture britannique,, basé à Kingston upon Thames. Parmi les premiers à recevoir la fellowship du Royal Institute of British Architects en 1991, il expose à la suite d'un documentaire sur son travail à la télévision en sélection officielle à la Biennale de Venise. En 1998, il reçoit un doctorat honorifique en design de l'Université de Kingston. En 2000, Bryant a été chargé par la Royal Mail du Royaume-Uni de produire une image pour la série de timbres nationale «art et artisanat» de première classe pour le millénaire. Somerset House organise une exposition de son travail en 2008 également détaillé dans son livre The London Deluxe. En 1989, il reçoit le prix Daniel Katz pour la photographie d'architecture. Il a créé la fondation et le prix Arcaid Images en 2014, qui ont été présentés par les architectes Richard Rogers et Terry Farrell,,,.

## Formation
Bryant obtient une licence d'architecture à l'Université de Kingston en 1975 puis rejoint un cabinet d'architectes londonien. Peu de temps après, il décide de poursuivre une carrière dans la photographie et est approché par des magazines basés à New York qui l'ont envoyé pour interpréter de nombreux projets architecturaux à travers le monde.